# اتوبوس سرگردان
اتوبوس سرگردان (به انگلیسی: The Wayward Bus) نام یک کتاب ادبی است که توسط جان استاین‌بک، نویسندهٔ اهل آمریکا در سال ۱۹۴۷ نوشته شده است.
اتوبوس سرگردان به‌دست سعید ایمانی به فارسی ترجمه شده است.

## ترجمه به فارسی
این رمان به زبان فارسی ترجمه شده و با مشخصات زیر به چاپ رسیده است:
- اتوبوس سرگردان، ترجمۀ سعید ایمانی.
- اتوبوس سرگردان، ویرایش غلامحسین سالمی، ت‍ه‍ران‌: بی‌نا‏‫، ۱۳۴۴؛ تهران: انتشارات نگاه‏‫، ۱۳۹۸.‬